# Петущак Валерій Дісанович
Вале́рій Діса́нович Петуща́к (нар. 25 грудня 1939, м. Сталіно — нині Донецьк) — український мандрівник, науковець, письменник.

## Життєпис
Народився в Сталіно (нині Донецьк) 1939 року. Батько Дісан Олександрович, киянин з народження, закінчив Київський автодорожній технікум і за направленням поїхав працювати на Східну Україну. Звідти 1941 року (у період війни) батька евакуювали на Урал до Росії. Валерій пережив нацистську окупацію в Сталіно разом з матір'ю й бабусею. Наприкінці 1944-го з евакуації повернувся батько й перевіз сім'ю до Києва.
Закінчивши десятирічну школу, Валерій навчався в Київському політехнічному інституті на факультеті автоматики та електроприладобудування. У вільний час на кафедрі електронної обчислювальної техніки відновлював блоки малої електронної обчислювальної машини МЕСМ — першої в Європі обчислювальної машини, що була створена в Києві в лабораторії академіка С. Лебедєва.
Здобувши вищу освіту 1963 року, вже був працівником Інституту кібернетики АН УРСР. Одружився з Іриною (1962), народилися сини — 1964-го Сергій і 1974-го Михайло (подружжя з Наталією Македон з 1983 року).
З початку 1980-х — член Київського міського крейсерського яхт-клубу (це один з перших в СРСР яхт-клубів приватних яхт). Два роки активно займався віндсерфінгом у клубі разом із сином Сергієм, який неодноразово перемагав у змаганнях серфінгістів у Києві, а згодом був членом збірної команди СРСР. Потім на запрошення капітана яхти «Гонта» Олексія Грищенка Валерій Петущак став членом екіпажу яхти й переможцем у багатьох вітрильних змаганнях. Через три роки разом з Олексієм Грищенком Валерій став майстром спорту СРСР як чемпіон у всесоюзній регаті крейсерських яхт «Кубок Чорного моря».
Водночас, працюючи в Інституті кібернетики, здобув ступінь кандидата технічних наук і вчене звання старшого наукового співробітника (лабораторія працювала переважно за оборонною тематикою). У період горбачовської «перебудови» припинив брати участь в оборонних проєктах і відмовився від допуску до державної таємниці.
На «Гонті» 1987 року Валерій Петущак переміг у змаганнях «Кубок Димитрова» в Болгарії. Згодом став членом екіпажу дніпропетровської яхти «Дніпро» (капітан Віктор Камкін), 1988-го знову виступав на «Кубку Димитрова» вже як капітан яхти «Дніпро». Відтак 1990-го Віктор Камкін запропонував Валерію піти на «Дніпрі» в подорож навколо світу.
Наприкінці вересня того ж року в сезон штормів яхта «Дніпро» стартувала з Владивостока, хоч не була належно підготовлена до таких випробувань (не мала штормових вітрил, двигуна тощо). У Тихому океані судно потрапило в тайфун неподалік від Японії й лише за чотири місяці дісталося до Нової Зеландії. Звідти влітку 1991-го Валерій Петущак повернувся в Київ: до порту Находка яхтсмен зміг дістатися на борту радянського рибальського сейнера, а капітан яхти «Дніпро» і ще один член екіпажу вирішили емігрувати до Австралії.
В Україні на пропозицію друзів Валерій зайнявся бізнесом — очолив страхову компанію «Славія», а 1994-го здійснив свою мрію — купив невелику 9-метрову яхту, яку назвав «Леліткою». У вересні того ж року разом із дружиною Наталією він вирушив у мандри навколо світу.

### Навколосвітня подорож
До Стамбула екіпаж супроводжував син Сергій. Після Чорного й Мармурового морів «Лелітка» вийшла в Середземне й через Гібралтар — до Атлантичного океану. Перетнувши його, судно через Панамський канал потрапило в Тихий океан і рушило на захід. Яхтсмени відвідали Галапагоські, Маркізькі острови, Таїті, острови Тонга й дісталися Окленда в Новій Зеландії. У цій країні упродовж 9 місяців мандрівники готувалися до дальших випробувань і відремонтували яхту. Відтак — курс на Австралію. Важкий перехід через Тасманове море, де невпинні шторми (потрапили навіть у 12-бальний шторм, під час якого «Лелітка» втратила кермо), змусив екіпаж долати останню тисячу кілометрів до Австралії, керуючи яхтою лише вітрилами. Рік, проведений на Зеленому континенті, дав змогу не тільки зробити нове кермо, а й заробити грошей на дальшу подорож. Східне узбережжя Австралії «Лелітка» обійшла каналом між узбережжям і Великим бар'єрним рифом, а далі через Торресову протоку вийшла в Індійський океан, де відвідала Кокосові острови й зупинилася на кілька місяців перечекати сезон ураганів на атолі Саломон (архіпелаг Чагос). Два місяці український екіпаж прожив там, харчуючись, як робінзони, виловленою рибою та кокосовими горіхами. Далі яхта безпечно пройшла Аденською затокою, подолала Червоне море й Суецьким каналом потрапила в Середземне море. На Кіпрі «Лелітку» чекала часткова зміна екіпажу: дружина Наталія полетіла додому, а її місце на яхті зайняв син Сергій. У Києві мандрівників урочисто зустріли 20 червня 1998 року.
Навколосвітня подорож тривала майже чотири роки. За цей час «Лелітка» подолала три океани й 12 морів, лишивши за кормою приблизно 30 тис. миль, і відвідала 18 країн.
З 1999-го Валерій Петущак був головою правління страхової компанії «Рокада». Нині голова наглядової ради Акціонерного товариства
(приватного) «Страхова компанія „Рідна“».
Живе в Києві. Одружений, має двох синів і онуків.

### Громадянська позиція

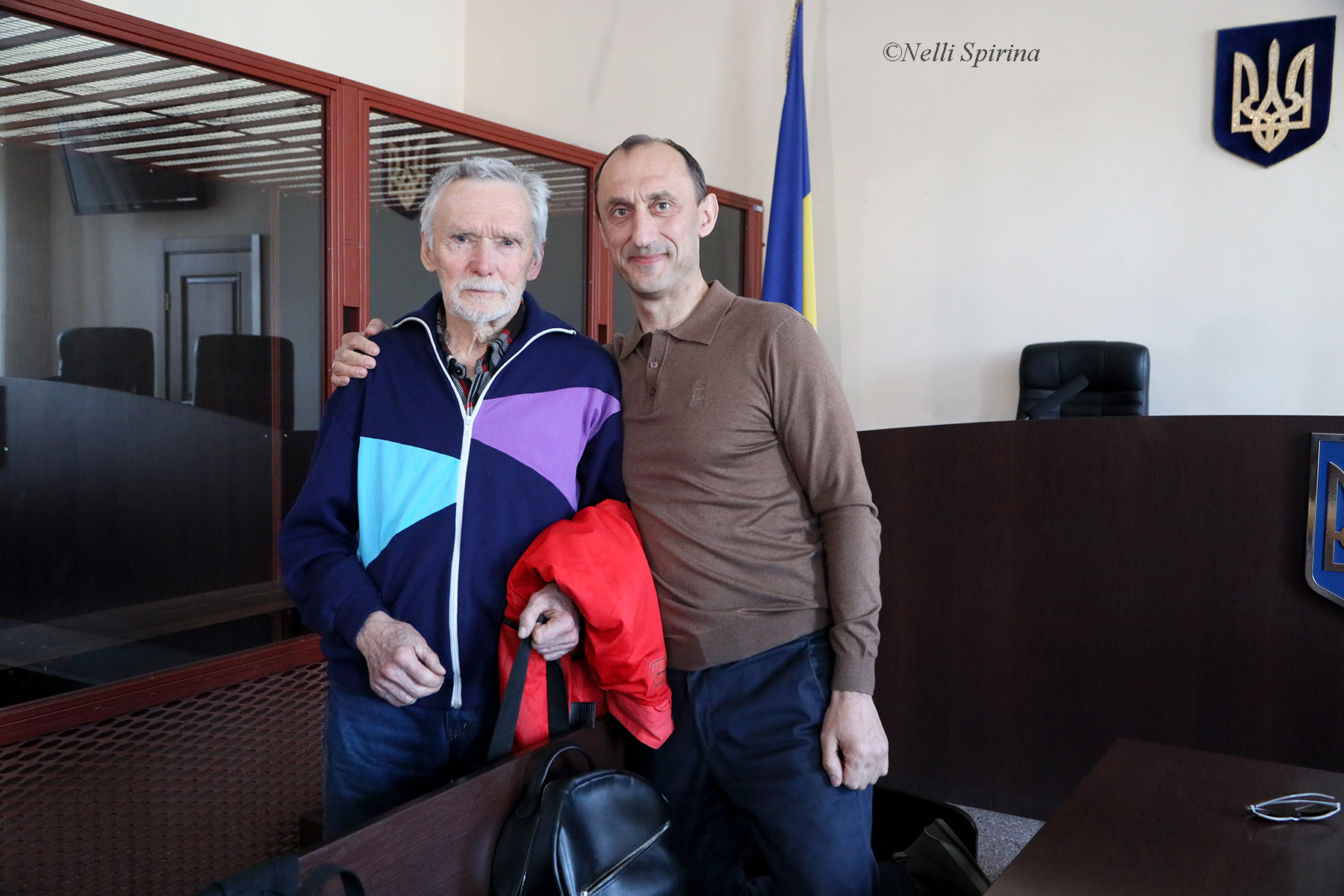
Валерій Петущак з Романом Червінським у Печерському суді Києва. 14.04.2025.

У серпні 1991 року, коли була спроба державного перевороту в СРСР, захищав у складі української сотні в Москві Білий дім, зокрема в ніч, на яку призначено штурм. Згодом у незалежній Україні як член демократичної партії «Собор» брав участь у громадянській кампанії протестів під гаслом «Україна без Кучми» (2000—2001). Учасник «Помаранчевого майдану» і Євромайдану.
У квітні 2025 року підтримав в Печерському суді Києва українського контррозвідника Романа Червінського.

## Творчість

### Вибрані наукові праці
- Ньютонова и галилеева электродинамика
- Релятивистская динамика и физика Ньютона
- Закон Ампера й парадоксальні експерименти в електродинаміці

### Книжки
Автор книжок про мандри під вітрилами:
- Петущак В. Д. Солоний гопак. — К.: МАУП, 2005. — 280 с.: іл.,[8] с. іл. ISBN 966-608-405-8 Солоний гопак (PDF format)[недоступне посилання з липня 2019] — це водночас захопливий пригодницький роман і практичний посібник для яхтсменів-мореманів.
- Петущак В. Д. Ходіння за три океани. Як козаки навколо світу обійшли / В. Д. Петущак. — К. : Зелений пес; К. : Гамазин, 2009. — 240 с. — (Серія «Як козаки…»). — ISBN 978-966-1515-61-0
- Walery Pietuszczak. Prez trzy oceany. — W. : Oficyna Wydawnicza RYTM, 2013. — 352 p. : il(12)p. il. ISBN 978-83-7399-561-1

### Документальний фільм
Створено документальний фільм «На дивані навколо світу» про подорож українських яхтсменів Валерія Петущака і Наталії Македон на яхті «Лелітка» (1994—1998).

## Громадська діяльність
Голова комісії з вітрильного туризму Федерації спортивного туризму України.
Член Київського крейсерського яхт-клубу, почесний інструктор Київської яхтшколи.

## Факти з історії родини
- Родичі Валерія Петущака по батьковій лінії походили з чеських колоністів, які поселилися в Україні наприкінці 19-го століття. Дід по матері воював добровольцем у Першій світовій війні, загинув у Карпатах. Двоє дідових братів були заарештовані 1937 року й страчені 1939-го. Дядьком українського мандрівника є Герой України Кузьма Дерев'янко.
- У ЦДЕА України 2014 року створено фонд № 9 — особовий фонд «Петущак Валерій Дісанович (р. н. 1939) — український мандрівник, науковець, письменник», що складається з 12 документів в електронній формі[7].

## Нагороди
- Нагрудний знак «Знак Пошани» (2022) — відзнака Київського міського голови.